# Palpoctenidia elegans
Palpoctenidia elegans är en fjärilsart som beskrevs av Inoue 1982. Palpoctenidia elegans ingår i släktet Palpoctenidia och familjen mätare. Inga underarter finns listade i Catalogue of Life.